# Rhiiblatt
Das Rhiiblatt war eine wöchentlich erscheinende Regionalzeitung im Kanton Graubünden, die zur Südostschweiz Mediengruppe (heute Somedia) gehörte. Zuletzt betrug ihre WEMF-beglaubigte Auflage 4'305 verkaufte bzw. 4'316 verbreitete Exemplare (2013).
Ihr Verbreitungsgebiet war politisch der Bezirk Imboden und geografisch das obere Churer Rheintal von Bonaduz bis Felsberg. Auch Trin, das sprachlich-kulturell eine Mittelfunktion vom Rheintal zur Surselva einnimmt, wurde vom Rhiiblatt bedient.
Der Redaktionssitz befand sich in Bonaduz.
Die Artikel wurden überwiegend auf Deutsch verfasst, amtliche Verlautbarungen mitunter auch auf Rätoromanisch, da mehrere Dörfer Sprachgrenzgemeinden sind wie z. B. Domat/Ems.

## Nachfolge
Zum 1. Januar 2014 fusionierte das Rhiiblatt mit der Arena Alva zur neuen Zeitschrift Ruinaulta.